# Histoires de
Pour l’article homonyme, voir Histoires de (album).
Histoires de est une émission de télévision musicale produite par Oleo Films et diffusée par Culturebox, l'offre culturelle de France Télévisions. 
Créée en 2015, Histoires de propose à des artistes de travailler avec des réalisateurs à l'aboutissement d'une œuvre audiovisuelle entremêlant musique et cinéma. 

## Principe de l'émission
Chaque film, imaginé de concert par un duo d’artistes composé d'un(e) musicien(ne) et d'un(e)cinéaste, nous propose une histoire en chansons, à la croisée du clip et de la comédie musicale, entre court-métrage et documentaire.

## Fiche technique
- Directeur de collection : Yvan Schreck
- Production : Samuel Thiébaut, Boris Berger
- Décors : Jenna Garnier